# Hrobka Dlauhoweských (Čestice)
Hrobka Dlauhoweských je pohřebiště českého šlechtického rodu Dlauhoweských z Dlouhévsi (Dlauhowesky von Langendorf) na hřbitově v Česticích v okrese Strakonice. Jednoduchá orientovaná novogotická do tří stran otevřená stavba kaplového typu se nachází na ohrazeném pozemku. Nejstarší pohřbená osoba v hrobce zemřela v roce 1861 a byla přivdána do příbuzného rodu Chanovských z Dlouhévsi, od kterých Dlauhowesští zdědili majetky včetně zámku v Němčicích. Hrobka není památkově chráněná a je veřejnosti přístupná.

## Seznam pohřbených

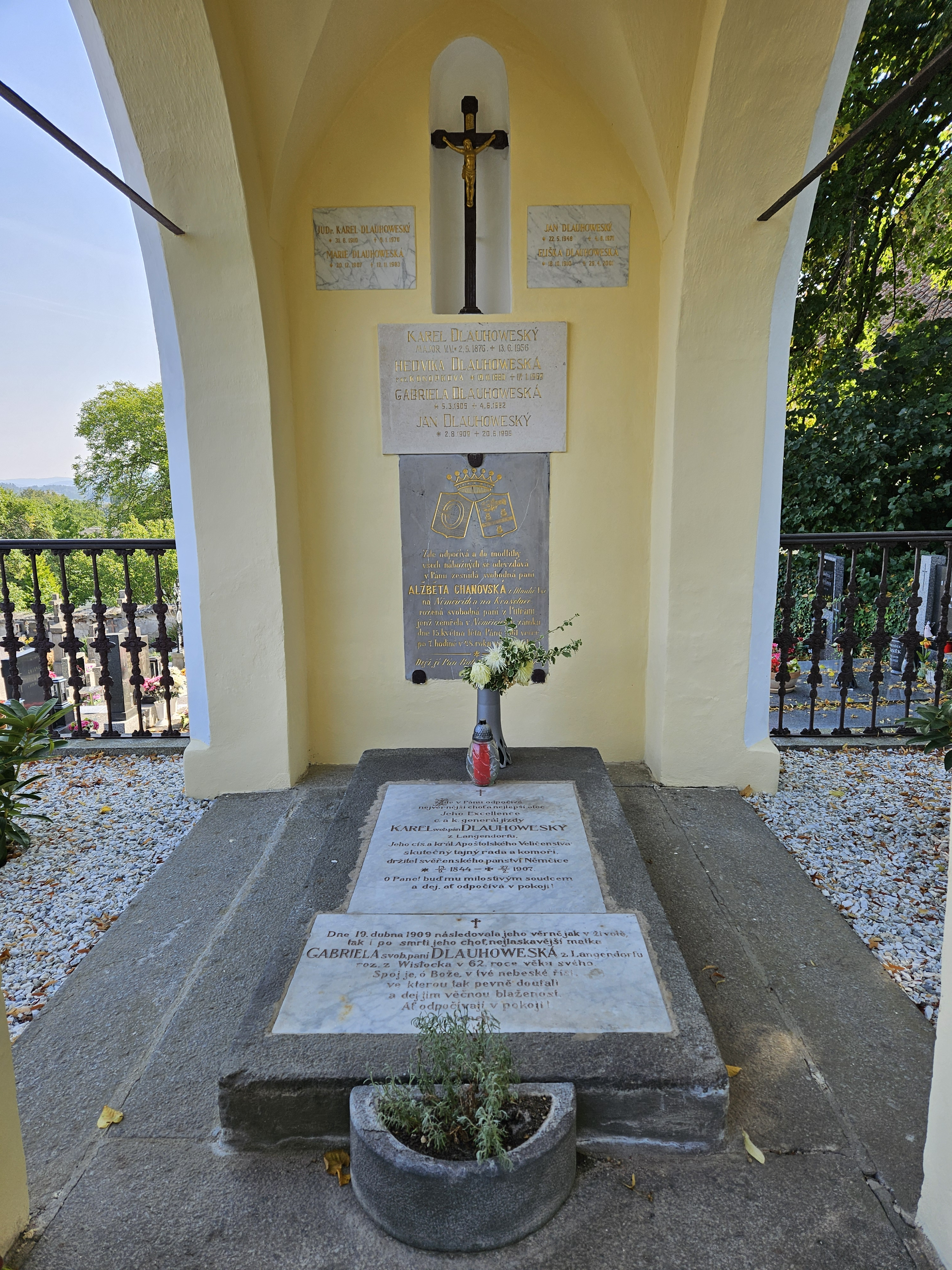
Náhrobní desky

V hrobce bylo pohřbeno jedenáct osob. Seznam vychází z nápisů na náhrobních deskách. Další hrobka Dlauhoweských se nachází na hřbitově v Noutonicích v okrese Praha-západ.

### Chronologicky podle data úmrtí
V tabulce jsou uvedeny základní informace o pohřbených. Fialově jsou vyznačeni příslušníci rodu Dlauhoweských, modře Chanovských, žlutě jsou vyznačeny manželky, pokud zde byly pohřbeny. Červeně jsou zvýrazněni majitelé zámku Němčice. Počátky rodu, který pocházel z Dlouhé Vsi u Sušice, sahají do přelomu 13. a 14. století. Zde jsou však generace počítány teprve od Jana Dlauhoweského z Dlouhévsi († 1595). Dlauhowesští z Dlouhévsi byli povýšeni do panského stavu v roce 1829. Po vymření linie Chanovských z Dlouhévsi Františkem Xaverem v roce 1877 zdědili majorát Němčice, Kraselov a Hodějov. U manželek je generace v závorce a týká se generace manžela. Děti jsou vypsány v poznámce u matky, avšak pokud byla matka pohřbena jinde, jsou děti uvedeny v poznámce u otce.

## Seznam pohřbených
| Po-řadí | Gene-race           | Jméno pohřbeného                             | Datum a místo narození                     | Otec                                                                       | Datum a místo sňatku, choť                                               | Pohřeb a uložení do hrobky                           | Poznámky |
| Po-řadí | Gene-race           | Jméno pohřbeného                             | Datum a místo úmrtí                        | Matka                                                                      | Datum a místo sňatku, choť                                               | Pohřeb a uložení do hrobky                           | Poznámky |
| ------- | ------------------- | -------------------------------------------- | ------------------------------------------ | -------------------------------------------------------------------------- | ------------------------------------------------------------------------ | ---------------------------------------------------- | --- |
| 1.      |                     | Alžběta z Puteani                            | 18. 10. 1810 Chlumec nad Cidlinou          | Karel Ferdinand z Puteani                                                  | František Xaver Chanovský z Dlouhévsi 27. 12. 1789 – 21. 5. 1877 Němčice | Pohřbena 21. 5. 1861 na hřbitově v Česticích.        | Bezdětná. Zemřela ve věku 50 let na mrtvici. Manžel byl ultimus familiae Chanovských z Dlouhévsi, c. k. hejtman, v roce 1809 přišel o levou paži v bitvě u Aspern, jako invalida působil jako profesor na Vojenské akademii ve Vídeňském Novém Městě, později se stal ředitelem Pražské techniky. Majitel majorátu Němčice, Kraselov. Pohřben v kryptě v Kraselově. |
| 1.      | 15. 5. 1861 Němčice | Alžběta z Puteani                            | Františka Helversenová z Helversheimu      |                                                                            | František Xaver Chanovský z Dlouhévsi 27. 12. 1789 – 21. 5. 1877 Němčice | Pohřbena 21. 5. 1861 na hřbitově v Česticích.        | Bezdětná. Zemřela ve věku 50 let na mrtvici. Manžel byl ultimus familiae Chanovských z Dlouhévsi, c. k. hejtman, v roce 1809 přišel o levou paži v bitvě u Aspern, jako invalida působil jako profesor na Vojenské akademii ve Vídeňském Novém Městě, později se stal ředitelem Pražské techniky. Majitel majorátu Němčice, Kraselov. Pohřben v kryptě v Kraselově. |
| 2.      | 12.                 | Karel Dlauhoweský z Dlouhévsi                | 13. 9. 1844 Sânnicolau Mare, dnes Rumunsko | Bedřich Dlauhoweský z Dlouhévsi 3. 2. 1811 – 22. 10. 1881                  | 27. 9. 1875 Jodłova: Gabriela Kuczyce-Wisłocka (č. 3)                    | Pohřben 2. 3. 1907 na farním hřbitově v Česticích.   | Hlava rodu Dlauhoweských (1881–1907). C. k. komoří (1874) a tajný rada 1897, generál jezdectva, nejvyšší hofmistr arcivévody Otty, rytíř Řádu železné koruny 1. třídy (1906). Majitel majorátu Němčice, Kraselov a Hodějov. Zemřel ve věku 62 let na zápal žeber a srdeční slabost.                                                                                 |
| 2.      | 12.                 | Karel Dlauhoweský z Dlouhévsi                | 27. 2. 1907 Vídeň                          | Friederika (Bedřiška) z Küenburgu 8. 11. 1813 Praha – 31. 3. 1893 Salcburk | 27. 9. 1875 Jodłova: Gabriela Kuczyce-Wisłocka (č. 3)                    | Pohřben 2. 3. 1907 na farním hřbitově v Česticích.   | Hlava rodu Dlauhoweských (1881–1907). C. k. komoří (1874) a tajný rada 1897, generál jezdectva, nejvyšší hofmistr arcivévody Otty, rytíř Řádu železné koruny 1. třídy (1906). Majitel majorátu Němčice, Kraselov a Hodějov. Zemřel ve věku 62 let na zápal žeber a srdeční slabost.                                                                                 |
| 3.      | (12.)               | Gabriela Kuczyce-Wisłocka                    | 27. 9. 1847 Sędziszów                      | Apolinary Kuczyce-Wisłocki                                                 | 27. 9. 1875 Jodłova: Karel Dlauhoweský z Dlouhévsi (č. 2)                | Pohřbena 23. 4. 1909 na farním hřbitově v Česticích. | Dáma Řádu hvězdového kříže (1877). Zemřela ve věku 61 let na jaterní cirhózu. Narodily se jí dvě děti: - 1. Karel Ludvík (1876–1956; č. 4) - 2. Friederika Marie, provd. von Beulwitz a podruhé Pfleger (1883–1957; pohřbena na Vídeňském ústředním hřbitově) |
| 3.      | (12.)               | Gabriela Kuczyce-Wisłocka                    | 19. 4. 1909 Vídeň                          | Henrieta (Jindřiška) z Puteani                                             | 27. 9. 1875 Jodłova: Karel Dlauhoweský z Dlouhévsi (č. 2)                | Pohřbena 23. 4. 1909 na farním hřbitově v Česticích. | Dáma Řádu hvězdového kříže (1877). Zemřela ve věku 61 let na jaterní cirhózu. Narodily se jí dvě děti: - 1. Karel Ludvík (1876–1956; č. 4) - 2. Friederika Marie, provd. von Beulwitz a podruhé Pfleger (1883–1957; pohřbena na Vídeňském ústředním hřbitově) |
| 4.      | 13.                 | Karel Ludvík Dlauhoweský z Dlouhévsi         | 2. 9. 1876 Vídeň                           | Karel Dlauhoweský z Dlouhévsi (č. 2)                                       | 24. 8. 1901 Krakov: Hedvika Konopka (č. 5)                               |                                                      | Hlava rodu Dlauhoweských (1907–1956). C. k. komoří (1900) a major v záloze. Majitel statků Němčice, Kraselov a Hodějov. V září 1939 podepsal prohlášení české šlechty o věrnosti českému národu. Po komunistickém puči byl jeho majetek znárodněn. |
| 4.      | 13.                 | Karel Ludvík Dlauhoweský z Dlouhévsi         | 13. 6. 1956 Smečno                         | Gabriela Kuczyce-Wisłocka (č. 3)                                           | 24. 8. 1901 Krakov: Hedvika Konopka (č. 5)                               |                                                      | Hlava rodu Dlauhoweských (1907–1956). C. k. komoří (1900) a major v záloze. Majitel statků Němčice, Kraselov a Hodějov. V září 1939 podepsal prohlášení české šlechty o věrnosti českému národu. Po komunistickém puči byl jeho majetek znárodněn. |
| 5.      | (13.)               | Hedvika, roz. Konopková (Hedwig von Konopka) | 19. 11. 1880 Krakov                        | František von Konopka                                                      | 24. 8. 1901 Krakov: Karel Ludvík Dlauhoweský z Dlouhévsi (č. 4)          |                                                      | Dáma Řádu hvězdového kříže (1901). Narodily se jí následující děti: - 1. Anna (1902–1977), jako S. Paula byla členkou Kongregace šedých sester - 2. Gabriela (1905–1982; č. 8) - 3. Jan Ignác (1909–1996; č. 10) - 4. Karel Felix (1910–1976; č. 7) |
| 5.      | (13.)               | Hedvika, roz. Konopková (Hedwig von Konopka) | 17. 1. 1969 Broumov                        | Anna von Bobrówka-Bobrowska                                                | 24. 8. 1901 Krakov: Karel Ludvík Dlauhoweský z Dlouhévsi (č. 4)          |                                                      | Dáma Řádu hvězdového kříže (1901). Narodily se jí následující děti: - 1. Anna (1902–1977), jako S. Paula byla členkou Kongregace šedých sester - 2. Gabriela (1905–1982; č. 8) - 3. Jan Ignác (1909–1996; č. 10) - 4. Karel Felix (1910–1976; č. 7) |
| 6.      | 15.                 | Jan Dlauhoweský                              | 22. 5. 1948 Písek                          | Jan Ignác Dlauhoweský (č. 10)                                              |                                                                          |                                                      | Zemřel v nemocnici po motocyklové havárii. |
| 6.      | 15.                 | Jan Dlauhoweský                              | 4. 8. 1971 Hradec Králové                  | Eliška Dusilová (č. 11)                                                    |                                                                          |                                                      | Zemřel v nemocnici po motocyklové havárii. |
| 7.      | 14.                 | Karel Felix Dlauhoweský                      | 31. 8. 1910 Němčice                        | Karel Ludvík Dlauhoweský z Dlouhévsi (č. 4)                                | 18. 9. 1945 Němčice: Marie Turleyová (č. 9)                              |                                                      | JUDr., právník. |
| 7.      | 14.                 | Karel Felix Dlauhoweský                      | 5. 1. 1976 Třinec                          | Hedvika Konopková (č. 5)                                                   | 18. 9. 1945 Němčice: Marie Turleyová (č. 9)                              |                                                      | JUDr., právník. |
| 8.      | 14.                 | Gabriela Dlauhoweská                         | 5. 3. 1905 Tarnów                          | Karel Ludvík Dlauhoweský z Dlouhévsi (č. 4)                                |                                                                          |                                                      | |
| 8.      | 14.                 | Gabriela Dlauhoweská                         | 9. 6. 1982 zámek Diana                     | Hedvika Konopková (č. 5)                                                   |                                                                          |                                                      | |
| 9.      | (14.)               | Marie, roz. Turleyová                        | 20. 12. 1907 Ostrava                       | Stanislav Turley                                                           | 18. 9. 1945 Němčice: Karel Felix Dlauhoweský (č. 7)                      |                                                      | Bezdětná. |
| 9.      | (14.)               | Marie, roz. Turleyová                        | 12. 11. 1983 Jablunkov                     | Kateřina Šwatrochová                                                       | 18. 9. 1945 Němčice: Karel Felix Dlauhoweský (č. 7)                      |                                                      | Bezdětná. |
| 10.     | 14.                 | Jan Ignác Dlauhoweský                        | 2. 8. 1909 Němčice                         | Karel Ludvík Dlauhoweský z Dlouhévsi (č. 4)                                | 25. 9. 1945 Písek: Eliška Dusilová (č. 11)                               |                                                      | Hlava rodu Dlauhoweských (1956–1996), majitel statků Němčice, Kraselov a Hodějov. |
| 10.     | 14.                 | Jan Ignác Dlauhoweský                        | 20. 6. 1996 Zábrodí (u Červeného Kostelce) | Hedvika Konopková (č. 5)                                                   | 25. 9. 1945 Písek: Eliška Dusilová (č. 11)                               |                                                      | Hlava rodu Dlauhoweských (1956–1996), majitel statků Němčice, Kraselov a Hodějov. |
| 11.     | (14.)               | Eliška, roz. Dusilová                        | 18. 10. 1910 Záměl                         | František Dusil                                                            | 25. 9. 1945 Písek: Jan Ignác Dlauhoweský (č. 10)                         |                                                      | Narodily se jí dva synové: - 1. Václav (* 1946), hlava rodu - 2. Jan (1948–1971; č. 6) |
| 11.     | (14.)               | Eliška, roz. Dusilová                        | 29. 4. 2001 Zábrodí (u Červeného Kostelce) | Marie Plocková                                                             | 25. 9. 1945 Písek: Jan Ignác Dlauhoweský (č. 10)                         |                                                      | Narodily se jí dva synové: - 1. Václav (* 1946), hlava rodu - 2. Jan (1948–1971; č. 6) |

### Příbuzenské vztahy pohřbených
Následující schéma znázorňuje příbuzenské vztahy. Červeně orámovaní byli pohřbeni v hrobce na čestickém hřbitově, arabské číslice odpovídají pořadí úmrtí podle předchozí tabulky. Římské číslice představují pořadí manželka nebo manželky, pokud někdo uzavřel manželství vícekrát. Vzhledem k účelu schématu se nejedná o kompletní rodokmen Dlauhoweských.
|                               |                               |                               |                               |                                |                                |                                |                                | Arnošt Josef Kryštof Dlauhoweský 1779–1855 | Arnošt Josef Kryštof Dlauhoweský 1779–1855 | Arnošt Josef Kryštof Dlauhoweský 1779–1855 | Arnošt Josef Kryštof Dlauhoweský 1779–1855 | Arnošt Josef Kryštof Dlauhoweský 1779–1855 | Arnošt Josef Kryštof Dlauhoweský 1779–1855 |                                   |                                   | Ludmila Panoschová z Kreuzinfeldu 1788–1839 | Ludmila Panoschová z Kreuzinfeldu 1788–1839 | Ludmila Panoschová z Kreuzinfeldu 1788–1839 | Ludmila Panoschová z Kreuzinfeldu 1788–1839 | Ludmila Panoschová z Kreuzinfeldu 1788–1839 | Ludmila Panoschová z Kreuzinfeldu 1788–1839 |                                     |                                     |                                     |                                     |                               |                               |                                          |                                          |                                          |                                          |                                          |                                          |                                        |                                        |                                        |                                        |                                        |                                        |                                        |                                        |                         |                         |                                      |                                      |                                      |                                      |                                      |                                      |  |  |                                |                                |                                |                                |                                |                                |  |  |                       |                       |                       |                       |                       |                       |  |  |
|                               |                               |                               |                               |                                |                                |                                |                                | Arnošt Josef Kryštof Dlauhoweský 1779–1855 | Arnošt Josef Kryštof Dlauhoweský 1779–1855 | Arnošt Josef Kryštof Dlauhoweský 1779–1855 | Arnošt Josef Kryštof Dlauhoweský 1779–1855 | Arnošt Josef Kryštof Dlauhoweský 1779–1855 | Arnošt Josef Kryštof Dlauhoweský 1779–1855 |                                   |                                   | Ludmila Panoschová z Kreuzinfeldu 1788–1839 | Ludmila Panoschová z Kreuzinfeldu 1788–1839 | Ludmila Panoschová z Kreuzinfeldu 1788–1839 | Ludmila Panoschová z Kreuzinfeldu 1788–1839 | Ludmila Panoschová z Kreuzinfeldu 1788–1839 | Ludmila Panoschová z Kreuzinfeldu 1788–1839 |                                     |                                     |                                     |                                     |                               |                               |                                          |                                          |                                          |                                          |                                          |                                          |                                        |                                        |                                        |                                        |                                        |                                        |                                        |                                        |                         |                         |                                      |                                      |                                      |                                      |                                      |                                      |  |  |                                |                                |                                |                                |                                |                                |  |  |                       |                       |                       |                       |                       |                       |  |  |
|                               |                               |                               |                               |                                |                                |                                |                                |                                            |                                            |                                            |                                            |                                            |                                            |                                   |                                   |                                             |                                             |                                             |                                             |                                             |                                             |                                     |                                     |                                     |                                     |                               |                               |                                          |                                          |                                          |                                          |                                          |                                          |                                        |                                        |                                        |                                        |                                        |                                        |                                        |                                        |                         |                         |                                      |                                      |                                      |                                      |                                      |                                      |  |  |                                |                                |                                |                                |                                |                                |  |  |                       |                       |                       |                       |                       |                       |  |  |
|                               |                               |                               |                               |                                |                                |                                |                                |                                            |                                            |                                            |                                            |                                            |                                            |                                   |                                   |                                             |                                             |                                             |                                             |                                             |                                             |                                     |                                     |                                     |                                     |                               |                               |                                          |                                          |                                          |                                          |                                          |                                          |                                        |                                        |                                        |                                        |                                        |                                        |                                        |                                        |                         |                         |                                      |                                      |                                      |                                      |                                      |                                      |  |  |                                |                                |                                |                                |                                |                                |  |  |                       |                       |                       |                       |                       |                       |  |  |
| Bedřich Dlauhoweský 1811–1881 | Bedřich Dlauhoweský 1811–1881 | Bedřich Dlauhoweský 1811–1881 | Bedřich Dlauhoweský 1811–1881 | Bedřich Dlauhoweský 1811–1881  | Bedřich Dlauhoweský 1811–1881  |                                |                                | Bedřiška z Kuenburgu 1813–1893             | Bedřiška z Kuenburgu 1813–1893             | Bedřiška z Kuenburgu 1813–1893             | Bedřiška z Kuenburgu 1813–1893             | Bedřiška z Kuenburgu 1813–1893             | Bedřiška z Kuenburgu 1813–1893             |                                   |                                   | Marie Dlauhoweská 1813–1873                 | Marie Dlauhoweská 1813–1873                 | Marie Dlauhoweská 1813–1873                 | Marie Dlauhoweská 1813–1873                 | Marie Dlauhoweská 1813–1873                 | Marie Dlauhoweská 1813–1873                 |                                     |                                     | Anna Dlauhoweská 1816–?             | Anna Dlauhoweská 1816–?             | Anna Dlauhoweská 1816–?       | Anna Dlauhoweská 1816–?       | Anna Dlauhoweská 1816–?                  | Anna Dlauhoweská 1816–?                  |                                          |                                          | Arnošt Dlauhoweský 1830–1878             | Arnošt Dlauhoweský 1830–1878             | Arnošt Dlauhoweský 1830–1878           | Arnošt Dlauhoweský 1830–1878           | Arnošt Dlauhoweský 1830–1878           | Arnošt Dlauhoweský 1830–1878           |                                        |                                        | Adéla z Udrycka 1834–?                 | Adéla z Udrycka 1834–?                 | Adéla z Udrycka 1834–?  | Adéla z Udrycka 1834–?  | Adéla z Udrycka 1834–?               | Adéla z Udrycka 1834–?               |                                      |                                      |                                      |                                      |  |  |                                |                                |                                |                                |                                |                                |  |  |                       |                       |                       |                       |                       |                       |  |  |
| Bedřich Dlauhoweský 1811–1881 | Bedřich Dlauhoweský 1811–1881 | Bedřich Dlauhoweský 1811–1881 | Bedřich Dlauhoweský 1811–1881 | Bedřich Dlauhoweský 1811–1881  | Bedřich Dlauhoweský 1811–1881  |                                |                                | Bedřiška z Kuenburgu 1813–1893             | Bedřiška z Kuenburgu 1813–1893             | Bedřiška z Kuenburgu 1813–1893             | Bedřiška z Kuenburgu 1813–1893             | Bedřiška z Kuenburgu 1813–1893             | Bedřiška z Kuenburgu 1813–1893             |                                   |                                   | Marie Dlauhoweská 1813–1873                 | Marie Dlauhoweská 1813–1873                 | Marie Dlauhoweská 1813–1873                 | Marie Dlauhoweská 1813–1873                 | Marie Dlauhoweská 1813–1873                 | Marie Dlauhoweská 1813–1873                 |                                     |                                     | Anna Dlauhoweská 1816–?             | Anna Dlauhoweská 1816–?             | Anna Dlauhoweská 1816–?       | Anna Dlauhoweská 1816–?       | Anna Dlauhoweská 1816–?                  | Anna Dlauhoweská 1816–?                  |                                          |                                          | Arnošt Dlauhoweský 1830–1878             | Arnošt Dlauhoweský 1830–1878             | Arnošt Dlauhoweský 1830–1878           | Arnošt Dlauhoweský 1830–1878           | Arnošt Dlauhoweský 1830–1878           | Arnošt Dlauhoweský 1830–1878           |                                        |                                        | Adéla z Udrycka 1834–?                 | Adéla z Udrycka 1834–?                 | Adéla z Udrycka 1834–?  | Adéla z Udrycka 1834–?  | Adéla z Udrycka 1834–?               | Adéla z Udrycka 1834–?               |                                      |                                      |                                      |                                      |  |  |                                |                                |                                |                                |                                |                                |  |  |                       |                       |                       |                       |                       |                       |  |  |
|                               |                               |                               |                               |                                |                                |                                |                                |                                            |                                            |                                            |                                            |                                            |                                            |                                   |                                   |                                             |                                             |                                             |                                             |                                             |                                             |                                     |                                     |                                     |                                     |                               |                               |                                          |                                          |                                          |                                          |                                          |                                          |                                        |                                        |                                        |                                        |                                        |                                        |                                        |                                        |                         |                         |                                      |                                      |                                      |                                      |                                      |                                      |  |  |                                |                                |                                |                                |                                |                                |  |  |                       |                       |                       |                       |                       |                       |  |  |
|                               |                               |                               |                               |                                |                                |                                |                                |                                            |                                            |                                            |                                            |                                            |                                            |                                   |                                   |                                             |                                             |                                             |                                             |                                             |                                             |                                     |                                     |                                     |                                     |                               |                               |                                          |                                          |                                          |                                          |                                          |                                          |                                        |                                        |                                        |                                        |                                        |                                        |                                        |                                        |                         |                         |                                      |                                      |                                      |                                      |                                      |                                      |  |  |                                |                                |                                |                                |                                |                                |  |  |                       |                       |                       |                       |                       |                       |  |  |
|                               |                               |                               |                               | Bedřiška Dlauhoweská 1840–1911 | Bedřiška Dlauhoweská 1840–1911 | Bedřiška Dlauhoweská 1840–1911 | Bedřiška Dlauhoweská 1840–1911 | Bedřiška Dlauhoweská 1840–1911             | Bedřiška Dlauhoweská 1840–1911             |                                            |                                            | Barbora Dlauhoweská 1842–1906              | Barbora Dlauhoweská 1842–1906              | Barbora Dlauhoweská 1842–1906     | Barbora Dlauhoweská 1842–1906     | Barbora Dlauhoweská 1842–1906               | Barbora Dlauhoweská 1842–1906               |                                             |                                             | Kálman Hármos de Hihálom 1840–1897          | Kálman Hármos de Hihálom 1840–1897          | Kálman Hármos de Hihálom 1840–1897  | Kálman Hármos de Hihálom 1840–1897  | Kálman Hármos de Hihálom 1840–1897  | Kálman Hármos de Hihálom 1840–1897  |                               |                               | 2. Karel Alexander Dlauhoweský 1844–1907 | 2. Karel Alexander Dlauhoweský 1844–1907 | 2. Karel Alexander Dlauhoweský 1844–1907 | 2. Karel Alexander Dlauhoweský 1844–1907 | 2. Karel Alexander Dlauhoweský 1844–1907 | 2. Karel Alexander Dlauhoweský 1844–1907 |                                        |                                        | 3. Gabriela Kuczyce-Wisłocka 1847–1909 | 3. Gabriela Kuczyce-Wisłocka 1847–1909 | 3. Gabriela Kuczyce-Wisłocka 1847–1909 | 3. Gabriela Kuczyce-Wisłocka 1847–1909 | 3. Gabriela Kuczyce-Wisłocka 1847–1909 | 3. Gabriela Kuczyce-Wisłocka 1847–1909 |                         |                         | Osvald Bedřich Dlauhoweský 1857–1877 | Osvald Bedřich Dlauhoweský 1857–1877 | Osvald Bedřich Dlauhoweský 1857–1877 | Osvald Bedřich Dlauhoweský 1857–1877 | Osvald Bedřich Dlauhoweský 1857–1877 | Osvald Bedřich Dlauhoweský 1857–1877 |  |  | Gabriela Dlauhoweská 1853–1932 | Gabriela Dlauhoweská 1853–1932 | Gabriela Dlauhoweská 1853–1932 | Gabriela Dlauhoweská 1853–1932 | Gabriela Dlauhoweská 1853–1932 | Gabriela Dlauhoweská 1853–1932 |  |  | Jan Arthold 1838–1914 | Jan Arthold 1838–1914 | Jan Arthold 1838–1914 | Jan Arthold 1838–1914 | Jan Arthold 1838–1914 | Jan Arthold 1838–1914 |  |  |
|                               |                               |                               |                               | Bedřiška Dlauhoweská 1840–1911 | Bedřiška Dlauhoweská 1840–1911 | Bedřiška Dlauhoweská 1840–1911 | Bedřiška Dlauhoweská 1840–1911 | Bedřiška Dlauhoweská 1840–1911             | Bedřiška Dlauhoweská 1840–1911             |                                            |                                            | Barbora Dlauhoweská 1842–1906              | Barbora Dlauhoweská 1842–1906              | Barbora Dlauhoweská 1842–1906     | Barbora Dlauhoweská 1842–1906     | Barbora Dlauhoweská 1842–1906               | Barbora Dlauhoweská 1842–1906               |                                             |                                             | Kálman Hármos de Hihálom 1840–1897          | Kálman Hármos de Hihálom 1840–1897          | Kálman Hármos de Hihálom 1840–1897  | Kálman Hármos de Hihálom 1840–1897  | Kálman Hármos de Hihálom 1840–1897  | Kálman Hármos de Hihálom 1840–1897  |                               |                               | 2. Karel Alexander Dlauhoweský 1844–1907 | 2. Karel Alexander Dlauhoweský 1844–1907 | 2. Karel Alexander Dlauhoweský 1844–1907 | 2. Karel Alexander Dlauhoweský 1844–1907 | 2. Karel Alexander Dlauhoweský 1844–1907 | 2. Karel Alexander Dlauhoweský 1844–1907 |                                        |                                        | 3. Gabriela Kuczyce-Wisłocka 1847–1909 | 3. Gabriela Kuczyce-Wisłocka 1847–1909 | 3. Gabriela Kuczyce-Wisłocka 1847–1909 | 3. Gabriela Kuczyce-Wisłocka 1847–1909 | 3. Gabriela Kuczyce-Wisłocka 1847–1909 | 3. Gabriela Kuczyce-Wisłocka 1847–1909 |                         |                         | Osvald Bedřich Dlauhoweský 1857–1877 | Osvald Bedřich Dlauhoweský 1857–1877 | Osvald Bedřich Dlauhoweský 1857–1877 | Osvald Bedřich Dlauhoweský 1857–1877 | Osvald Bedřich Dlauhoweský 1857–1877 | Osvald Bedřich Dlauhoweský 1857–1877 |  |  | Gabriela Dlauhoweská 1853–1932 | Gabriela Dlauhoweská 1853–1932 | Gabriela Dlauhoweská 1853–1932 | Gabriela Dlauhoweská 1853–1932 | Gabriela Dlauhoweská 1853–1932 | Gabriela Dlauhoweská 1853–1932 |  |  | Jan Arthold 1838–1914 | Jan Arthold 1838–1914 | Jan Arthold 1838–1914 | Jan Arthold 1838–1914 | Jan Arthold 1838–1914 | Jan Arthold 1838–1914 |  |  |
|                               |                               |                               |                               |                                |                                |                                |                                |                                            |                                            |                                            |                                            |                                            |                                            |                                   |                                   |                                             |                                             |                                             |                                             |                                             |                                             |                                     |                                     |                                     |                                     |                               |                               |                                          |                                          |                                          |                                          |                                          |                                          |                                        |                                        |                                        |                                        |                                        |                                        |                                        |                                        |                         |                         |                                      |                                      |                                      |                                      |                                      |                                      |  |  |                                |                                |                                |                                |                                |                                |  |  |                       |                       |                       |                       |                       |                       |  |  |
|                               |                               |                               |                               |                                |                                |                                |                                |                                            |                                            |                                            |                                            |                                            |                                            |                                   |                                   |                                             |                                             |                                             |                                             |                                             |                                             |                                     |                                     |                                     |                                     |                               |                               |                                          |                                          |                                          |                                          |                                          |                                          |                                        |                                        |                                        |                                        |                                        |                                        |                                        |                                        |                         |                         |                                      |                                      |                                      |                                      |                                      |                                      |  |  |                                |                                |                                |                                |                                |                                |  |  |                       |                       |                       |                       |                       |                       |  |  |
|                               |                               |                               |                               |                                |                                |                                |                                | 4. Karel Ludvík Dlauhoweský 1876–1956      | 4. Karel Ludvík Dlauhoweský 1876–1956      | 4. Karel Ludvík Dlauhoweský 1876–1956      | 4. Karel Ludvík Dlauhoweský 1876–1956      | 4. Karel Ludvík Dlauhoweský 1876–1956      | 4. Karel Ludvík Dlauhoweský 1876–1956      |                                   |                                   | 5. Hedwig von Konopka 1880–1969             | 5. Hedwig von Konopka 1880–1969             | 5. Hedwig von Konopka 1880–1969             | 5. Hedwig von Konopka 1880–1969             | 5. Hedwig von Konopka 1880–1969             | 5. Hedwig von Konopka 1880–1969             |                                     |                                     | I. Leo von Beulwitz 1866–1914       | I. Leo von Beulwitz 1866–1914       | I. Leo von Beulwitz 1866–1914 | I. Leo von Beulwitz 1866–1914 | I. Leo von Beulwitz 1866–1914            | I. Leo von Beulwitz 1866–1914            |                                          |                                          | Friederike Marie Dlauhoweská 1883–1957   | Friederike Marie Dlauhoweská 1883–1957   | Friederike Marie Dlauhoweská 1883–1957 | Friederike Marie Dlauhoweská 1883–1957 | Friederike Marie Dlauhoweská 1883–1957 | Friederike Marie Dlauhoweská 1883–1957 |                                        |                                        | II. Otto Pfleger ?–1949                | II. Otto Pfleger ?–1949                | II. Otto Pfleger ?–1949 | II. Otto Pfleger ?–1949 | II. Otto Pfleger ?–1949              | II. Otto Pfleger ?–1949              |                                      |                                      |                                      |                                      |  |  |                                |                                |                                |                                |                                |                                |  |  |                       |                       |                       |                       |                       |                       |  |  |
|                               |                               |                               |                               |                                |                                |                                |                                | 4. Karel Ludvík Dlauhoweský 1876–1956      | 4. Karel Ludvík Dlauhoweský 1876–1956      | 4. Karel Ludvík Dlauhoweský 1876–1956      | 4. Karel Ludvík Dlauhoweský 1876–1956      | 4. Karel Ludvík Dlauhoweský 1876–1956      | 4. Karel Ludvík Dlauhoweský 1876–1956      |                                   |                                   | 5. Hedwig von Konopka 1880–1969             | 5. Hedwig von Konopka 1880–1969             | 5. Hedwig von Konopka 1880–1969             | 5. Hedwig von Konopka 1880–1969             | 5. Hedwig von Konopka 1880–1969             | 5. Hedwig von Konopka 1880–1969             |                                     |                                     | I. Leo von Beulwitz 1866–1914       | I. Leo von Beulwitz 1866–1914       | I. Leo von Beulwitz 1866–1914 | I. Leo von Beulwitz 1866–1914 | I. Leo von Beulwitz 1866–1914            | I. Leo von Beulwitz 1866–1914            |                                          |                                          | Friederike Marie Dlauhoweská 1883–1957   | Friederike Marie Dlauhoweská 1883–1957   | Friederike Marie Dlauhoweská 1883–1957 | Friederike Marie Dlauhoweská 1883–1957 | Friederike Marie Dlauhoweská 1883–1957 | Friederike Marie Dlauhoweská 1883–1957 |                                        |                                        | II. Otto Pfleger ?–1949                | II. Otto Pfleger ?–1949                | II. Otto Pfleger ?–1949 | II. Otto Pfleger ?–1949 | II. Otto Pfleger ?–1949              | II. Otto Pfleger ?–1949              |                                      |                                      |                                      |                                      |  |  |                                |                                |                                |                                |                                |                                |  |  |                       |                       |                       |                       |                       |                       |  |  |
|                               |                               |                               |                               |                                |                                |                                |                                |                                            |                                            |                                            |                                            |                                            |                                            |                                   |                                   |                                             |                                             |                                             |                                             |                                             |                                             |                                     |                                     |                                     |                                     |                               |                               |                                          |                                          |                                          |                                          |                                          |                                          |                                        |                                        |                                        |                                        |                                        |                                        |                                        |                                        |                         |                         |                                      |                                      |                                      |                                      |                                      |                                      |  |  |                                |                                |                                |                                |                                |                                |  |  |                       |                       |                       |                       |                       |                       |  |  |
|                               |                               |                               |                               |                                |                                |                                |                                |                                            |                                            |                                            |                                            |                                            |                                            |                                   |                                   |                                             |                                             |                                             |                                             |                                             |                                             |                                     |                                     |                                     |                                     |                               |                               |                                          |                                          |                                          |                                          |                                          |                                          |                                        |                                        |                                        |                                        |                                        |                                        |                                        |                                        |                         |                         |                                      |                                      |                                      |                                      |                                      |                                      |  |  |                                |                                |                                |                                |                                |                                |  |  |                       |                       |                       |                       |                       |                       |  |  |
|                               |                               |                               |                               | Anna Dlauhoweská 1902–1977     | Anna Dlauhoweská 1902–1977     | Anna Dlauhoweská 1902–1977     | Anna Dlauhoweská 1902–1977     | Anna Dlauhoweská 1902–1977                 | Anna Dlauhoweská 1902–1977                 |                                            |                                            | 8. Gabriela Dlauhoweská 1905–1982          | 8. Gabriela Dlauhoweská 1905–1982          | 8. Gabriela Dlauhoweská 1905–1982 | 8. Gabriela Dlauhoweská 1905–1982 | 8. Gabriela Dlauhoweská 1905–1982           | 8. Gabriela Dlauhoweská 1905–1982           |                                             |                                             | 10. Jan Ignác Dlauhoweský 1909–1996         | 10. Jan Ignác Dlauhoweský 1909–1996         | 10. Jan Ignác Dlauhoweský 1909–1996 | 10. Jan Ignác Dlauhoweský 1909–1996 | 10. Jan Ignác Dlauhoweský 1909–1996 | 10. Jan Ignác Dlauhoweský 1909–1996 |                               |                               | 11. Eliška Dusilová 1910–2001            | 11. Eliška Dusilová 1910–2001            | 11. Eliška Dusilová 1910–2001            | 11. Eliška Dusilová 1910–2001            | 11. Eliška Dusilová 1910–2001            | 11. Eliška Dusilová 1910–2001            |                                        |                                        | 7. Karel Felix Dlauhoweský 1910–1976   | 7. Karel Felix Dlauhoweský 1910–1976   | 7. Karel Felix Dlauhoweský 1910–1976   | 7. Karel Felix Dlauhoweský 1910–1976   | 7. Karel Felix Dlauhoweský 1910–1976   | 7. Karel Felix Dlauhoweský 1910–1976   |                         |                         | 9. Marie Turleyová 1907–1983         | 9. Marie Turleyová 1907–1983         | 9. Marie Turleyová 1907–1983         | 9. Marie Turleyová 1907–1983         | 9. Marie Turleyová 1907–1983         | 9. Marie Turleyová 1907–1983         |  |  |                                |                                |                                |                                |                                |                                |  |  |                       |                       |                       |                       |                       |                       |  |  |
|                               |                               |                               |                               | Anna Dlauhoweská 1902–1977     | Anna Dlauhoweská 1902–1977     | Anna Dlauhoweská 1902–1977     | Anna Dlauhoweská 1902–1977     | Anna Dlauhoweská 1902–1977                 | Anna Dlauhoweská 1902–1977                 |                                            |                                            | 8. Gabriela Dlauhoweská 1905–1982          | 8. Gabriela Dlauhoweská 1905–1982          | 8. Gabriela Dlauhoweská 1905–1982 | 8. Gabriela Dlauhoweská 1905–1982 | 8. Gabriela Dlauhoweská 1905–1982           | 8. Gabriela Dlauhoweská 1905–1982           |                                             |                                             | 10. Jan Ignác Dlauhoweský 1909–1996         | 10. Jan Ignác Dlauhoweský 1909–1996         | 10. Jan Ignác Dlauhoweský 1909–1996 | 10. Jan Ignác Dlauhoweský 1909–1996 | 10. Jan Ignác Dlauhoweský 1909–1996 | 10. Jan Ignác Dlauhoweský 1909–1996 |                               |                               | 11. Eliška Dusilová 1910–2001            | 11. Eliška Dusilová 1910–2001            | 11. Eliška Dusilová 1910–2001            | 11. Eliška Dusilová 1910–2001            | 11. Eliška Dusilová 1910–2001            | 11. Eliška Dusilová 1910–2001            |                                        |                                        | 7. Karel Felix Dlauhoweský 1910–1976   | 7. Karel Felix Dlauhoweský 1910–1976   | 7. Karel Felix Dlauhoweský 1910–1976   | 7. Karel Felix Dlauhoweský 1910–1976   | 7. Karel Felix Dlauhoweský 1910–1976   | 7. Karel Felix Dlauhoweský 1910–1976   |                         |                         | 9. Marie Turleyová 1907–1983         | 9. Marie Turleyová 1907–1983         | 9. Marie Turleyová 1907–1983         | 9. Marie Turleyová 1907–1983         | 9. Marie Turleyová 1907–1983         | 9. Marie Turleyová 1907–1983         |  |  |                                |                                |                                |                                |                                |                                |  |  |                       |                       |                       |                       |                       |                       |  |  |
|                               |                               |                               |                               |                                |                                |                                |                                |                                            |                                            |                                            |                                            |                                            |                                            |                                   |                                   |                                             |                                             |                                             |                                             |                                             |                                             |                                     |                                     |                                     |                                     |                               |                               |                                          |                                          |                                          |                                          |                                          |                                          |                                        |                                        |                                        |                                        |                                        |                                        |                                        |                                        |                         |                         |                                      |                                      |                                      |                                      |                                      |                                      |  |  |                                |                                |                                |                                |                                |                                |  |  |                       |                       |                       |                       |                       |                       |  |  |
|                               |                               |                               |                               |                                |                                |                                |                                |                                            |                                            |                                            |                                            |                                            |                                            |                                   |                                   |                                             |                                             |                                             |                                             |                                             |                                             |                                     |                                     |                                     |                                     |                               |                               |                                          |                                          |                                          |                                          |                                          |                                          |                                        |                                        |                                        |                                        |                                        |                                        |                                        |                                        |                         |                         |                                      |                                      |                                      |                                      |                                      |                                      |  |  |                                |                                |                                |                                |                                |                                |  |  |                       |                       |                       |                       |                       |                       |  |  |
|                               |                               |                               |                               |                                |                                |                                |                                | Václav Dlauhoweský * 1946                  | Václav Dlauhoweský * 1946                  | Václav Dlauhoweský * 1946                  | Václav Dlauhoweský * 1946                  | Václav Dlauhoweský * 1946                  | Václav Dlauhoweský * 1946                  |                                   |                                   | Jana Lelková * 1948                         | Jana Lelková * 1948                         | Jana Lelková * 1948                         | Jana Lelková * 1948                         | Jana Lelková * 1948                         | Jana Lelková * 1948                         |                                     |                                     | 6. Jan Dlauhoweský 1948–1971        | 6. Jan Dlauhoweský 1948–1971        | 6. Jan Dlauhoweský 1948–1971  | 6. Jan Dlauhoweský 1948–1971  | 6. Jan Dlauhoweský 1948–1971             | 6. Jan Dlauhoweský 1948–1971             |                                          |                                          |                                          |                                          |                                        |                                        |                                        |                                        |                                        |                                        |                                        |                                        |                         |                         |                                      |                                      |                                      |                                      |                                      |                                      |  |  |                                |                                |                                |                                |                                |                                |  |  |                       |                       |                       |                       |                       |                       |  |  |
|                               |                               |                               |                               |                                |                                |                                |                                | Václav Dlauhoweský * 1946                  | Václav Dlauhoweský * 1946                  | Václav Dlauhoweský * 1946                  | Václav Dlauhoweský * 1946                  | Václav Dlauhoweský * 1946                  | Václav Dlauhoweský * 1946                  |                                   |                                   | Jana Lelková * 1948                         | Jana Lelková * 1948                         | Jana Lelková * 1948                         | Jana Lelková * 1948                         | Jana Lelková * 1948                         | Jana Lelková * 1948                         |                                     |                                     | 6. Jan Dlauhoweský 1948–1971        | 6. Jan Dlauhoweský 1948–1971        | 6. Jan Dlauhoweský 1948–1971  | 6. Jan Dlauhoweský 1948–1971  | 6. Jan Dlauhoweský 1948–1971             | 6. Jan Dlauhoweský 1948–1971             |                                          |                                          |                                          |                                          |                                        |                                        |                                        |                                        |                                        |                                        |                                        |                                        |                         |                         |                                      |                                      |                                      |                                      |                                      |                                      |  |  |                                |                                |                                |                                |                                |                                |  |  |                       |                       |                       |                       |                       |                       |  |  |
|                               |                               |                               |                               |                                |                                |                                |                                |                                            |                                            |                                            |                                            |                                            |                                            |                                   |                                   |                                             |                                             |                                             |                                             |                                             |                                             |                                     |                                     |                                     |                                     |                               |                               |                                          |                                          |                                          |                                          |                                          |                                          |                                        |                                        |                                        |                                        |                                        |                                        |                                        |                                        |                         |                         |                                      |                                      |                                      |                                      |                                      |                                      |  |  |                                |                                |                                |                                |                                |                                |  |  |                       |                       |                       |                       |                       |                       |  |  |
|                               |                               |                               |                               |                                |                                |                                |                                |                                            |                                            |                                            |                                            |                                            |                                            |                                   |                                   |                                             |                                             |                                             |                                             |                                             |                                             |                                     |                                     |                                     |                                     |                               |                               |                                          |                                          |                                          |                                          |                                          |                                          |                                        |                                        |                                        |                                        |                                        |                                        |                                        |                                        |                         |                         |                                      |                                      |                                      |                                      |                                      |                                      |  |  |                                |                                |                                |                                |                                |                                |  |  |                       |                       |                       |                       |                       |                       |  |  |
|                               |                               |                               |                               | Jan Dlauhoweský * 1973         | Jan Dlauhoweský * 1973         | Jan Dlauhoweský * 1973         | Jan Dlauhoweský * 1973         | Jan Dlauhoweský * 1973                     | Jan Dlauhoweský * 1973                     |                                            |                                            | Petra Lánská * 1978                        | Petra Lánská * 1978                        | Petra Lánská * 1978               | Petra Lánská * 1978               | Petra Lánská * 1978                         | Petra Lánská * 1978                         |                                             |                                             | Michal Dlauhoweský * 1975                   | Michal Dlauhoweský * 1975                   | Michal Dlauhoweský * 1975           | Michal Dlauhoweský * 1975           | Michal Dlauhoweský * 1975           | Michal Dlauhoweský * 1975           |                               |                               | Andrea Pleskačová * 1976                 | Andrea Pleskačová * 1976                 | Andrea Pleskačová * 1976                 | Andrea Pleskačová * 1976                 | Andrea Pleskačová * 1976                 | Andrea Pleskačová * 1976                 |                                        |                                        | Lukáš Dlauhoweský * 1979               | Lukáš Dlauhoweský * 1979               | Lukáš Dlauhoweský * 1979               | Lukáš Dlauhoweský * 1979               | Lukáš Dlauhoweský * 1979               | Lukáš Dlauhoweský * 1979               |                         |                         | Eva Geblerová * 1979                 | Eva Geblerová * 1979                 | Eva Geblerová * 1979                 | Eva Geblerová * 1979                 | Eva Geblerová * 1979                 | Eva Geblerová * 1979                 |  |  |                                |                                |                                |                                |                                |                                |  |  |                       |                       |                       |                       |                       |                       |  |  |
|                               |                               |                               |                               | Jan Dlauhoweský * 1973         | Jan Dlauhoweský * 1973         | Jan Dlauhoweský * 1973         | Jan Dlauhoweský * 1973         | Jan Dlauhoweský * 1973                     | Jan Dlauhoweský * 1973                     |                                            |                                            | Petra Lánská * 1978                        | Petra Lánská * 1978                        | Petra Lánská * 1978               | Petra Lánská * 1978               | Petra Lánská * 1978                         | Petra Lánská * 1978                         |                                             |                                             | Michal Dlauhoweský * 1975                   | Michal Dlauhoweský * 1975                   | Michal Dlauhoweský * 1975           | Michal Dlauhoweský * 1975           | Michal Dlauhoweský * 1975           | Michal Dlauhoweský * 1975           |                               |                               | Andrea Pleskačová * 1976                 | Andrea Pleskačová * 1976                 | Andrea Pleskačová * 1976                 | Andrea Pleskačová * 1976                 | Andrea Pleskačová * 1976                 | Andrea Pleskačová * 1976                 |                                        |                                        | Lukáš Dlauhoweský * 1979               | Lukáš Dlauhoweský * 1979               | Lukáš Dlauhoweský * 1979               | Lukáš Dlauhoweský * 1979               | Lukáš Dlauhoweský * 1979               | Lukáš Dlauhoweský * 1979               |                         |                         | Eva Geblerová * 1979                 | Eva Geblerová * 1979                 | Eva Geblerová * 1979                 | Eva Geblerová * 1979                 | Eva Geblerová * 1979                 | Eva Geblerová * 1979                 |  |  |                                |                                |                                |                                |                                |                                |  |  |                       |                       |                       |                       |                       |                       |  |  |

## Galerie

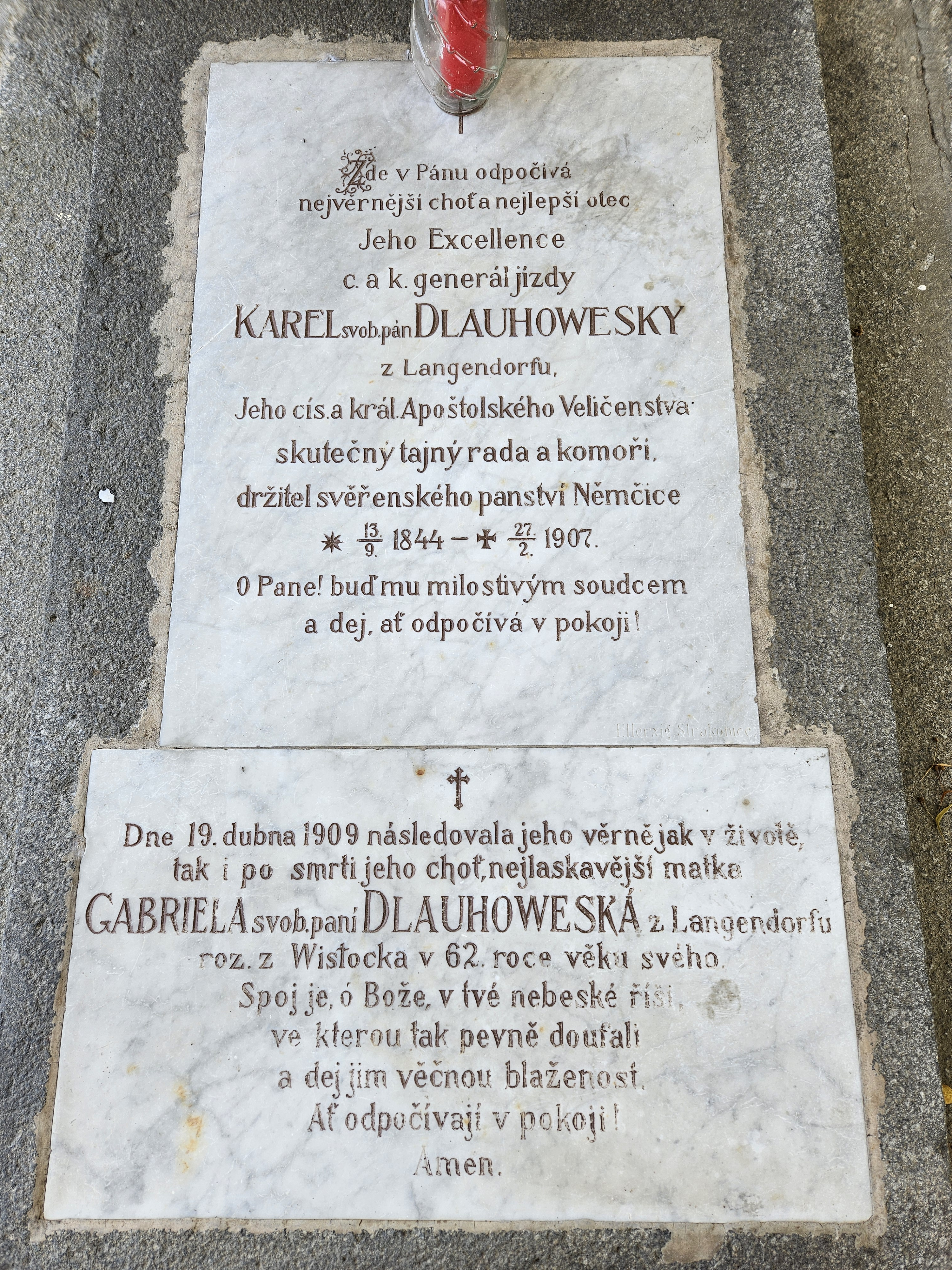
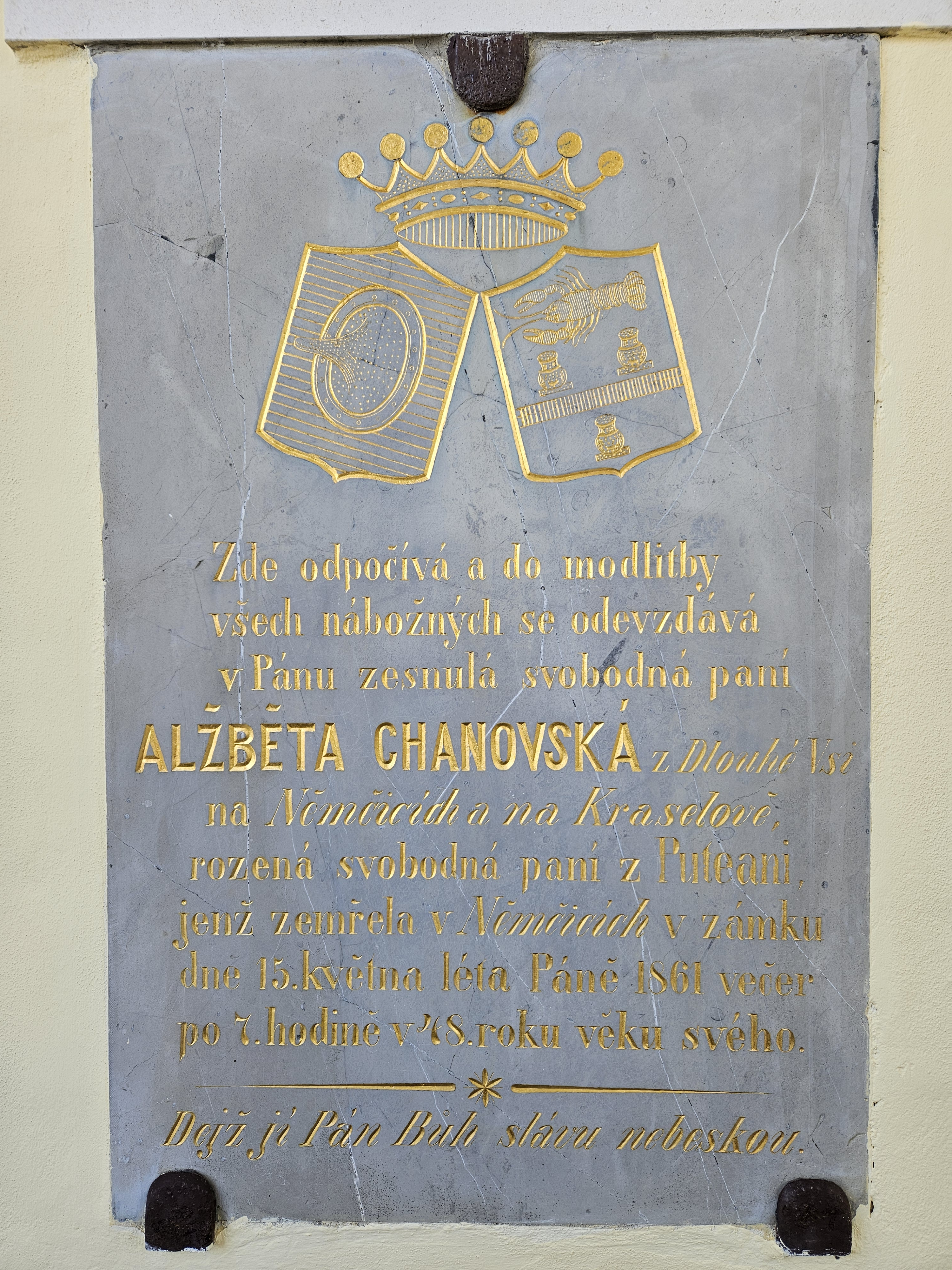
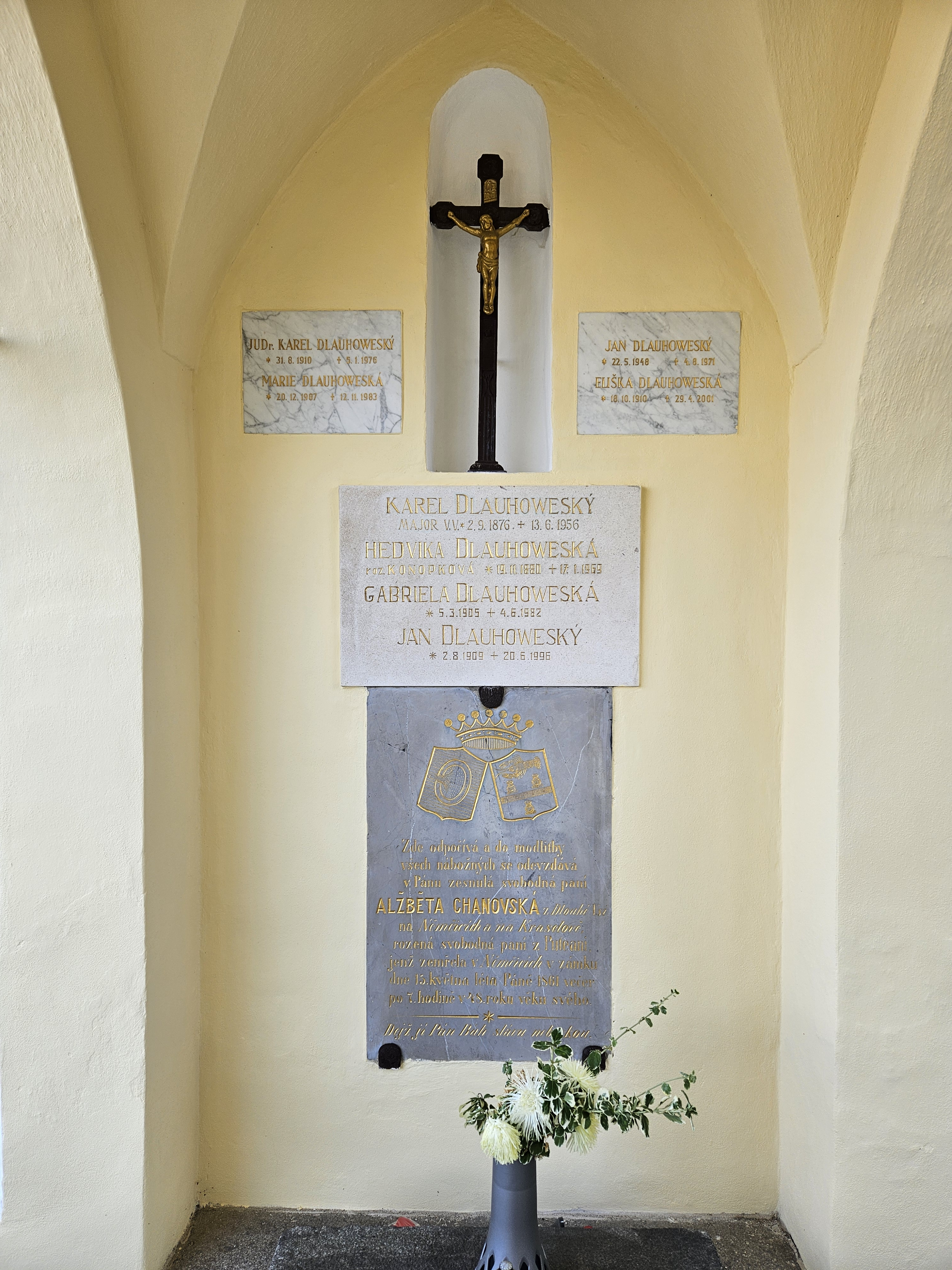

Náhrobní desky